# Luxiaria hypaphanes
Luxiaria hypaphanes är en fjärilsart som beskrevs av George Francis Hampson 1891. Luxiaria hypaphanes ingår i släktet Luxiaria och familjen mätare. Inga underarter finns listade i Catalogue of Life.